# Coronae Planum
Coronae Planum és una formació geològica de tipus planum a la superfície de Mart, localitzada amb el sistema de coordenades planetocèntriques a -30.74 latitud N i 66.85 ° longitud E, que fa 265 km de diàmetre. El nom va ser aprovat per la UAI el set d'agost de 2015 i fa referència a una característica d'albedo.